# Horace Sébastiani
Horace François Bastien Sébastiani, I conte de La Porta e dell'Impero (La Porta, 17 novembre 1772 – Parigi, 20 luglio 1851), è stato un nobile, generale, diplomatico e politico francese.
Si mise in luce nelle guerre napoleoniche e fu ambasciatore a Costantinopoli (1806-1808), prima di giocare un ruolo politico di primo piano durante la Monarchia di Luglio, sotto cui fu maresciallo di Francia, ministro della Marina e delle colonie (11 agosto 1830 - 17 novembre 1830) e ministro degli Affari Esteri (17 novembre 1830 - 11 ottobre 1832).

## Biografia
Figlio di Joseph-Marie Sébastiani, sarto, e di Maria Piétra Francesca Alterice Franceschi, Horace Sébastiani fu allevato dallo zio Louis Sébastiani, sacerdote e in seguito vescovo di Ajaccio nel 1802 e barone dell'Impero nel 1810.
Inizialmente fu destinato alla carriera ecclesiastica, ma scoppiò la Rivoluzione: la famiglia Sébastiani fu costretta a trasferirsi in Francia, dove il giovane Horace conseguì il brevetto da sottotenente di fanteria al 49º Reggimento di fanteria di linea (27 agosto 1789).

### La Rivoluzione e l'Impero

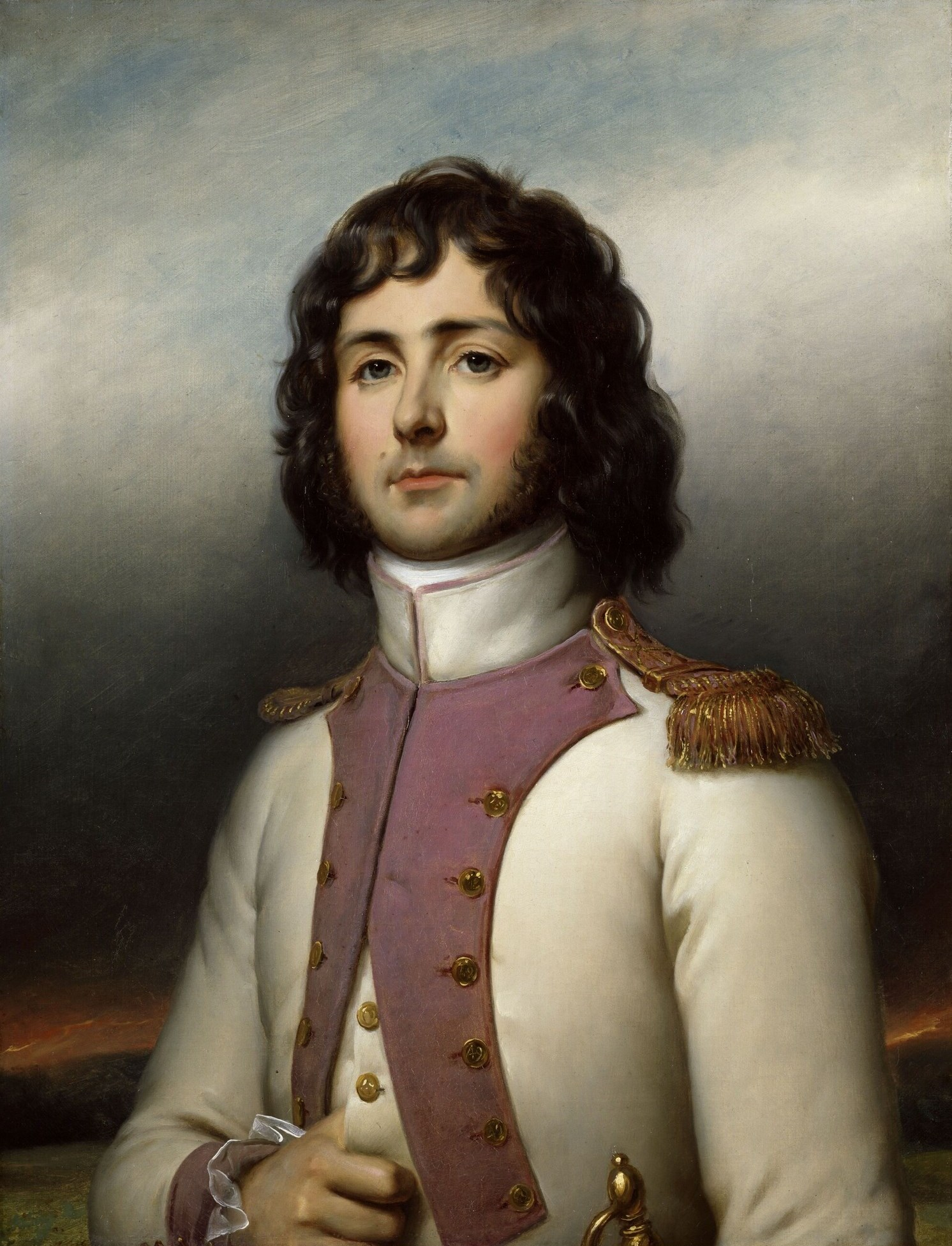
Horace Sébastiani in uniforme da tenente del 49º Reggimento di fanteria di linea nel 1793. Ritratto di Paulin Guérin (1783-1855), 1835. Reggia di Versailles.

Nel 1793 Sébastiani si unì come tenente al proprio battaglione operante in Corsica, e ricoprì la funzione di agente militare presso i rappresentanti del popolo in missione. Passò quindi nel giugno 1794, all'Armata delle Alpi e divenne aiutante di campo del generale de Casabianca, incorporato col grado di capitano nel 9º Reggimento Dragoni.

#### Campagne d'Italia
Si distinse nella Prima campagna d'Italia (1796-1797), venne ferito a Dego (14 aprile 1796) e fu nominato chef d'escadron dal generale Marceau (22 settembre 1797) per la sua valorosa condotta al Arcole, quindi promosso chef de brigade dal generale Moreau (20 aprile 1799).
Fu fatto prigioniero con la Divisione Sérurier, di cui faceva parte il suo reggimento, il 28 aprile 1799: nonostante i valorosi sforzi per aprirsi un passaggio attraverso i ranghi dell'armata russa, comandata da Suvorov, fu obbligato ad arrendersi. Dopo una breve prigionia, fu parte di uno scambio di prigionieri e tornò in Francia.

#### 18 brumaio
Il 18 brumaio Sébastiani era di guarnigione a Parigi col 9° Dragoni, col grado di colonnello. Diede a Napoleone Bonaparte l'appoggio delle sue truppe per cacciare dal Castello di Saint-Cloud i deputati recalcitranti, e, il 20 brumaio, si poté leggere su Le Moniteur un indirizzo di felicitazioni al console da parte del 9° Dragoni e del suo colonnello.
Combatté quindi a Marengo e fu incaricato con Marmont, dopo la vittoria, di porre le basi dell'armistizio di Treviso.

#### Missioni diplomatiche in Oriente (1802-1805)
Il Trattato di Amiens segnò il debutto di Sébastiani nella carriera diplomatica, che fu incaricato di un'importante missione nel Mediterraneo: partito il 16 settembre 1802, ebbe la missione di far riconoscere la Repubblica cisalpina a Tunisi e Tripoli, si recò quindi a Costantinopoli per proporre un'alleanza.
Fu quindi inviato in Egitto, dove sollecitò il generale britannico Stuart ad evacuare Alessandria come previsto dal Trattato, ed effettuò una missione presso Djezzar Pascià, pascià di San Giovanni d'Acri, e presso gli stati barbareschi, per tentare di legarli alla Francia in previsione di un attacco alle Indie Britanniche.
Avendo avuto successo in tale difficile negoziazione, ottenne al suo ritorno il grado di generale di brigata (29 agosto 1803) ed il comando di una brigata di dragoni di stanza a Boulogne-sur-Mer; fu quindi incaricato di sorvegliare per qualche tempo le coste della Bretagna.

#### Ambasciatore a Costantinopoli (1805-1808)
Durante la campagna d'Austria si distinse a Hollabrunn e ad Austerlitz, dove fu pure gravemente ferito, cosa che gli valse il grado di generale di divisione il 21 dicembre 1805. Ricevette allora una nuova missione diplomatica, nominato ambasciatore a Costantinopoli (2 maggio 1806), con l'incarico di tentare di rompere l'alleanza fra la Sublime porta, l'Impero russo e il Regno Unito.
Sébastiani impiegò tutta la propria abilità e riuscì a convincere Selim III, di cui divenne amico, a stringere un'alleanza con Napoleone e a dichiarare guerra alla Russia il 7 dicembre 1806. Dovette lottare, prima di raggiungere il suo obiettivo, contro l'influenza del Regno Unito, che investiva generosamente per mantenere la propria influenza in Turchia, e contro i timori che i ministri nutrivano al pensiero di una guerra con la Russia.
Il governo britannico, allarmato dal trattato concluso fra Selim e Napoleone, diede all'ammiraglio Duckworth l'ordine di bloccare lo stretto dei Dardanelli, e di imporre al Sultano l'abolizione del trattato. Nel gennaio 1807 la flotta britannica gettò l'ancora nel Bosforo, davanti al Serraglio, e domandò al Sultano di rinunciare all'alleanza con la Francia, di allontanare l'ambasciatore francese e di consegnare la squadra navale turca alla fonda, sino a che non si fosse concluso un trattato quadripartito fra la Turchia, la Russia, il Regno Unito e la Prussia.

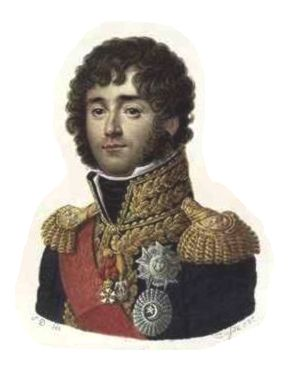
Horace Sébastiani con la decorazione dell'Ordine della mezza luna

La prospettiva di una guerra marittima potenzialmente disastrosa atterrì i turchi, e il sultano, non trovando altra via per sfuggire alla situazione, scrisse a Sébastiani che a malincuore si trovava costretto ad ottemperare agli ordini dell'ammiraglio britannico, e che lo pregava di congedarsi.
Il generale rispose che non avrebbe fatto nulla del genere, avrebbe anzi atteso con fiducia una decisione più degna del Sultano, il quale alla fine si decise a resistere. Prolungando con questioni di forma le trattative con i britannici, fu guadagnato il tempo per armare le batterie sulla costa. Sotto la direzione di Sébastiani, in meno di cinque ore seicento bocche da fuoco, cento scialuppe cannoniere, e una linea di pontoni d'artiglieria minacciavano la squadra britannica, che si trovò costretta a ripassare lo stretto perdendo due corvette e cinquecento uomini (febbraio 1807).
Il successo diplomatico e militare non ebbe tuttavia grandi conseguente; in effetti Napoleone, tradendo gli interessi turchi in forza di un articolo segreto del trattato di Tilsit, ne favorì l'avvicinamento alla Russia e alla Gran Bretagna. Selim III fu deposto e Sébastiani lasciò Costantinopoli il 27 aprile 1808, rientrando in Francia nel giugno seguente. Il sultano turco lo aveva elevato alla dignità di prima classe dell'Ordine della mezza luna; Napoleone gli conferì la grand'aquila della Legion d'onore (7 aprile 1808).
Lo stesso giorno della nomina ad ambasciatore (2 maggio 1806), aveva sposato Antoinette Jeanne Françoise (Fanny) Franquetot de Coigny, figlia del duca de Coigny; questa morì a Costantinopoli 8 maggio 1807 dopo aver dato alla luce una figlia, Françoise Alterice Rosalba (Fanny) Sébastiani, nata il 14 aprile 1807.

#### Guerra di Spagna (1808-1811)
Il 22 agosto 1808 Sébastiani fu inviato in Spagna come comandante del IV Corpo d'armata, e partecipò alle operazioni dell'armata d'occupazione agli ordini del maresciallo Lefebvre, che rimpiazzò al comando nel gennaio 1809.
Dopo aver forzato il passaggio della Guadiana, sconfisse Pedro Alcántara de Toledo y Salm-Salm, duca dell'Infantado, alla battaglia di Ciudad Real (27 marzo 1809), si impadronì dei depositi d'armi che gli spagnoli avevano costituito ai piedi della Sierra Morena e prese parte alla battaglia di Talavera.
Inviato quindi sulla riva sinistra del Tago, Sébastiani vinse la battaglia d'Almonacid (11 agosto 1809) e quella di Rio d'Almanzor, fu creato conte dell'Impero (31 dicembre 1809), entrò vincitore a Grenada, s'impadronì di Malaga (gennaio 1810) e sconfisse nuovamente il nemico a Baza (1810). Rifiutò di associarsi agli intrighi di Soult e Giuseppe Bonaparte contro l'Imperatore, ma questi, sensibile alle voci calunniose, prese a sospettare di lui e le loro relazioni iniziarono ad alterarsi.
Ben presto perse una gran parte dei territori conquistati: «In verità - osservò Napoleone - Sébastiani mi fece passare di sorpresa in sorpresa».
In definitiva Sébastiani si trovò bloccato a Grenada quando fu richiamato in Francia il 10 maggio 1811, ufficialmente per motivi di salute. Seguì un periodo di semi-disgrazia, ma durò poco e Sébastiani fu inviato in Russia.

#### Campagna di Russia (1812)
Sébastiani fu aggregato alla spedizione di Russia al comando di una semplice divisione di corazzieri, ma poco dopo fu messo alla testa della cavalleria polacca. Dopo le sconfitte di Drissa (15 luglio) ed Inkowo (8 agosto 1812), si mise in luce a Smolensk e a Borodino. Entrò fra i primi a Mosca alla testa del II Corpo d'armata di cavalleria.
Durante la ritirata si mise alla testa dell'esercito dirigendo l'avanguardia. Perse molti uomini e più della metà dell'artiglieria. Dopo la campagna fu messo alla testa di quanto rimaneva della cavalleria della Grande Armée.

#### Campagna di Sassonia (1813)
Prese quindi parte a tutti i maggiori scontri della campagna di Sassonia del 1813. Alla battaglia di Lipsia, dove guidò personalmente le cariche della sua cavalleria, fu ferito al petto da un colpo di lancia, ma rimase ciononostante alla testa dei suoi uomini.

#### Campagna di Francia (1814)
Il generale Sébastiani si trovò quindi alla testa di tre reggimenti di cavalleria della Guardia imperiale durante la campagna di Francia.
Si mise in luce soprattutto a Reims, nello scontro in cui fu ucciso il generale de Saint-Priest; ad Arcis-sur-Aube, dove resistette alla cavalleria degli Alleati, ed a Saint-Dizier.

#### I Cento giorni

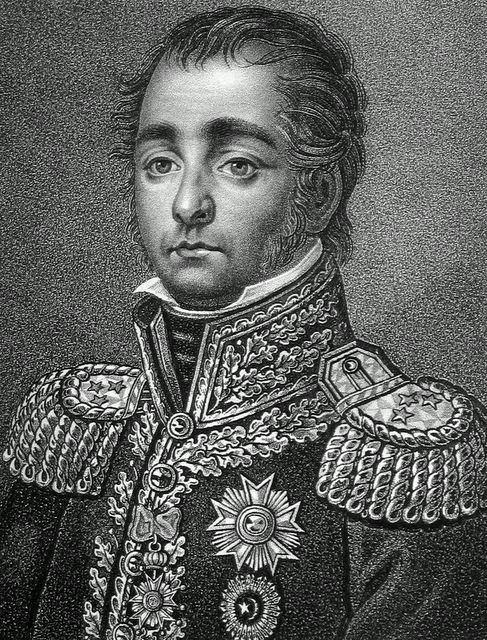

Con l'abdicazione di Napoleone, Sébastiani aderì alla Prima Restaurazione e fu nominato cavaliere dell'Ordine di San Luigi.
Dopo il ritorno in Francia dell'Imperatore, si unì nuovamente a Napoleone e, durante i Cento giorni, fu incaricato della difesa di Parigi, fra Bercy e La Villette. Fu inoltre eletto rappresentante del dipartimento dell'Aisne (Vervins) alla Camera dei rappresentanti il 7 maggio 1815. Difese la dinastia e, durante la seduta del 21 giugno, propose di chiamare tutti i capi della Guardia nazionale a vegliare sulla sicurezza dell'assemblea.
Dopo la battaglia di Waterloo fu, con La Fayette, d'Argenson, Pontécoulant, La Forêt e Benjamin Constant – uno dei sei commissari inviati ad Haguenau per trattare la pace con gli Alleati, ma non poté ottenere nulla in favore di Napoleone.

### La Restaurazione
Dopo tale missione infruttuosa, Sébastiani lasciò la Francia e, benché non compreso nelle liste di proscrizione della Seconda Restaurazione, si esiliò volontariamente nel Regno Unito sino al maggio 1816; quindi tornò in Francia, dove fu messo a mezza paga senza incarico.
Il 22 settembre 1819 fu eletto deputato per il collegio del dipartimento di Corsica, di cui Decazes lo aveva nominato presidente. Prese posto nei banchi dell'opposizione di sinistra e difese contro il governo le libertà costituzionali. Barbier gli attribuì, in quell'epoca, un'opera intitolata État actuel de la Corse, firmata P.P. Pompéï.
Nel 1824 Sébastiani fu nuovamente candidato per il dipartimento della Corsica; ma questa volta, grazie agli sforzi del governo Villèle, che condusse una campagna contro di lui, non ottenne che pochi voti e ritornò alla vita privata. Il 27 gennaio 1826 tornò ad essere deputato del III arrondissement elettorale dell'Aisne (Vervins), succedendo al defunto generale Foy. Riprese il suo posto a sinistra ed attaccò la politica del governo, che «si è proposta la rovina delle nostre istituzioni costituzionali». Contestò al re, riguardo alla questione di Saint-Domingue, il diritto di cedere alcune porzioni del territorio senza l'approvazione delle Camere.
Fu rieletto il 17 novembre 1827 e il 23 giugno 1830. Relatore della commissione sulle leggi dipartimentali e comunali, (1829), obbligò con le sue critiche il ministero a ritirarle e, nel 1830, votò l'indirizzo dei 221 contro il governo Polignac.

### La Monarchia di Luglio
Con gli avvenimenti del luglio 1830 si trovò preso alla sprovvista come la maggioranza dei suoi colleghi, e rifiutò l'appoggio sia agli insorti che alla resistenza legale. Sappiamo infatti che il 30 luglio, quando la vittoria appariva chiaramente in mano al popolo, dichiarò di non avere «altra bandiera che quella bianca». Nondimeno, le sue relazioni con Luigi Filippo lo portarono a sostenerne la salita al trono immediatamente dopo l'insediarsi della Monarchia di Luglio; fece parte della commissione di dodici deputati che, il 30 luglio, si recò al castello di Neuilly per notificargli la delibera parlamentare che lo chiamava alla luogotenenza generale del regno.

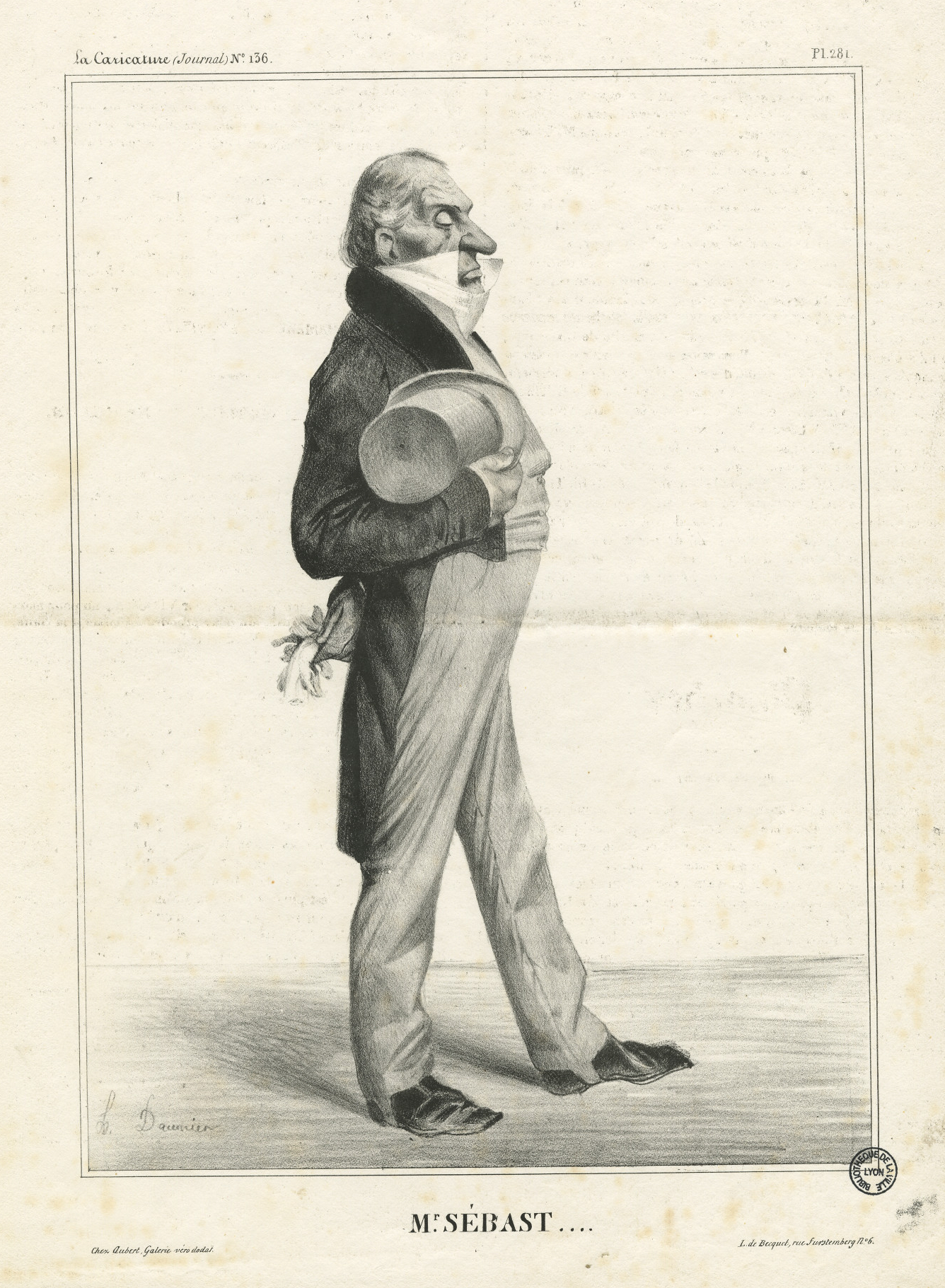
Horace Sébastiani ritratto da Honoré Daumier.

Fece parte della commissione incaricata di rivedere la Carta del 1814 e fu chiamato, l'11 agosto 1830, al ministero della Marina e delle Colonie. Dovette, in tale occasione, ripresentarsi davanti agli elettori di Vervins, che confermarono il suo mandato il 21 ottobre. Fu rieletto deputato di Vervins il 5 luglio 1831 ed eletto, lo stesso giorno, nel II collegio della Corsica (Bastia). Optò allora per il seggio di Vervins.
Il 17 novembre 1830 lasciò il ministero della Marina per assumere quello degli Affari Esteri, che conservò per quasi tre anni, difendendo la politica pacifista di Luigi Filippo, e per tale ragione fu violentemente attaccato dall'opposizione, soprattutto dal generale Lamarque. Negoziò in tale veste il trattato con gli Stati Uniti, concedendo una indennità di 25 milioni di franchi in riparazione dei danni causati dai corsari francesi durante le guerre napoleoniche. Il 16 settembre 1831, riferendo di fronte alla Camera dell'invasione della Polonia - a cui il governo aveva rifiutato di portare aiuto malgrado le sollecitazioni dell'opposizione - da parte delle truppe russe, diede l'annuncio passato alla storia nella seguente forma: «l'ordine regna a Varsavia». In realtà, il resoconto parlamentare dichiara che le parole pronunciate da Sebastiani furono: «al momento in cui scriviamo, la tranquillità regna a Varsavia»; nella polemica sviluppatasi in seguito, vi fu chi sostenne che l'oratore corresse il suo intervento per contenerne le reazioni indignate e chi invece affermò che la frase fu deformata dalla stampa di opposizione e in tale forma rimase legata, nella sua brutalità, al nome di Sébastiani.
Assunse l'interim del ministero della Guerra dal 24 novembre all'11 dicembre 1831 ma fu escluso dal primo governo Soult. Vi entrò comunque come ministro senza portafoglio il 22 marzo 1833, in seguito all'intervento russo a Costantinopoli, per la sua competenza in affari orientali. Lasciò il governo il 1º aprile 1834 in seguito al rifiuto della Camera di approvare il trattato di risarcimento agli Stati Uniti e fu nominato ambasciatore a Napoli, il 4 aprile. Lasciò il posto nel mese di agosto successivo; in seguito alla nomina gli elettori di Vervins gli avevano nel frattempo rinnovato il mandato di deputato il 14 maggio.
Nel 1831 si era intanto risposato con Aglaé Angélique Gabrielle de Gramont (1787-1842), sorella dell'ottavo duca de Gramont e vedova del generale russo Davidov.
Il 7 gennaio 1835 fu nominato ambasciatore a Londra e rimpiazzato, come deputato, da Quinette; si ripresentò in Corsica il 26 dicembre, per l'elezione parziale dovuta alla nomina di suo fratello Tiburce Sébastiani, al comando della 17ª regione militare, e fu eletto deputato nel I collegio del dipartimento (Ajaccio).
Durante l'ambasceria a Londra ebbe a trattare questioni particolarmente delicate: la costituzione del reame del Belgio, il diritto di ispezione sul naviglio, gli affari d'Oriente. Benché non più al Palazzo Borbone, gli elettori gli confermarono il mandato il 18 novembre 1837 e il 6 marzo 1839. Il 7 febbraio 1840 fu sostituito a Londra da Guizot e, come compensazione, fu elevato alla dignità di maresciallo di Francia il 21 ottobre seguente; fu rieletto deputato il 20 dicembre.
Minato da attacchi di apoplessia, sofferente di gotta, non poté seguire a lungo i lavori parlamentari. Fu nondimeno rieletto il 12 luglio 1842 e, alle elezioni dell'8 agosto 1846, ottenne la maggioranza nei due collegi elettorali della Corsica, optando per Ajaccio.
Ormai anziano, si recava in Italia a curare i suoi acciacchi. In una lettera del luglio 1846, Giuseppe Giusti lo ricorda cliente delle Terme di Montecatini: «Ho parlato col generale Sebastiani che è qua a curare il fegato, infatuato dell'acqua miracolosa. È lo dicono cagnotto fidatissimo di Luigi Filippo, e certo se non fosse tale, non avrebbe nelle mani Parigi; ma io lo trovo un uomo franco, semplice, pieno di cortesia, un uomo insomma da barattarci volentieri quattro parole».
Massone, Horace Sébastiani fu membro del Grande Oriente di Francia.
Sul finire della vita, fu duramente colpito da un dramma familiare che divenne uno dei maggiori scandali della Monarchia di Luglio: l'assassinio, il 17 agosto 1847, della sua unica figlia ad opera del di lei marito, il duca de Praslin, suicida in prigione alcuni giorni dopo. Sconvolto ed inconsolabile, il maresciallo Sébastiani visse ancora quattro anni per morire a 78 anni il 20 luglio 1851.
Fu sepolto all'Hôtel des Invalides in virtù di un decreto di Luigi Napoleone Bonaparte come riconoscimento dei suoi servigi militari e diplomatici. Il suo nome compare sulla parete ovest dell'Arco di trionfo.